# Jhoel Herrera
Jhoel Herrera (Pisco, 9 de julio de 1980) es un exfutbolista peruano. Jugaba de lateral derecho y su último equipo fue el Unión Huaral. Tiene 44 años.

## Trayectoria
Jhoel Herrera hizo las divisiones inferiores en el Sporting Cristal, aunque su debut fue con el Hijos de Yurimaguas retornó al cuadro bajopontino el 2001, posteriormente jugó por varios clubes de Primera División como Coronel Bolognesi, Unión Huaral, Alianza Lima y Universitario de Deportes. También ha militado en el Bełchatów de Polonia. 
En el año 2010 jugó para Total Chalaco club en el que fue titular en 33 partidos y anotó 1 gol, ese mismo año descendió de categoría,En el 2011 año llega a Juan Aurich donde sale campeón a la temporada siguiente llega a Real Garcilaso llegando a ser figura del club cuzqueño, tras 6 temporadas en el Real Garcilaso acaba su vínculo y en el 2018 llega al Juan Aurich que había descendido la temporada pasada. El 2019 regresa al Real Garcilaso hasta la actualidad.

## Selección nacional
Ha sido internacional con la selección de fútbol del Perú en 10 ocasiones. Su debut se produjo el 24 de marzo de 2007 en un encuentro amistoso ante la selección de Japón, que finalizó con marcador de 2-0 a favor de los japoneses.

## Clubes
| Club                      | País    | Año         |
| ------------------------- | ------- | ----------- |
| Hijos de Yurimaguas       | Perú    | 2000        |
| Sporting Cristal          | Perú    | 2001        |
| Coronel Bolognesi         | Perú    | 2002 - 2003 |
| Unión Huaral              | Perú    | 2004 - 2005 |
| Universitario de Deportes | Perú    | 2005 - 2006 |
| Alianza Lima              | Perú    | 2007        |
| G. K. S. Bełchatów        | Polonia | 2007        |
| Alianza Lima              | Perú    | 2008        |
| G. K. S. Bełchatów        | Polonia | 2008 - 2009 |
| Cienciano                 | Perú    | 2009        |
| Total Chalaco             | Perú    | 2010        |
| Juan Aurich               | Perú    | 2011        |
| Real Garcilaso            | Perú    | 2012 - 2017 |
| Juan Aurich               | Perú    | 2018        |
| Real Garcilaso            | Perú    | 2019 - 2020 |
| Unión Huaral              | Perú    | 2020        |

## Palmarés

### Campeonatos nacionales
| Título                    | Club        | País | Año  |
| ------------------------- | ----------- | ---- | ---- |
| Primera División del Perú | Juan Aurich | Perú | 2011 |

### Distinciones individuales
| Premio                                                                                                | Año  |
| --- | ---- |
| Incluido en el equipo ideal del Campeonato Descentralizado según el portal periodístico DeChalaca.com | 2012 |
| Preseleccionado como defensa en el mejor once de la Liga 2 según la SAFAP                             | 2020 |

## Vida familiar
Su hermana Fabiola Herrera también es futbolista profesional y en la actualidad juega para Universitario de Deportes de la Primera División Femenina del Perú.